# Békefenntartásért Szolgálati Jel
A Békefenntartásért Szolgálati Jel a honvédelmi miniszter által adományozott kitüntetés.
A Békefenntartásért Szolgálati Jelre jogosult a Magyar Honvédség azon tagja, aki a békefenntartó tevékenységét legalább egy teljes váltási időszakot – de legalább három hónapot – kitöltve teljesítette. Abban az esetben, ha az állomány tagjának hazarendelésére a váltási időszak legalább felének letöltését követően szolgálati vagy az állomány tagjának fel nem róható okból kerül sor, a szolgálati jel adományozására javaslat tehető.
Több békefenntartó tevékenységben való részvétel esetén a Békefenntartásért Szolgálati Jel ismételten adományozható.

## A kitüntetés leírása
A Békefenntartásért Szolgálati Jel egy 38 mm átmérőjű, ezüstszínű érem, előlapján a szolgálati jel keresztje látható, középen koszorúval. Az érem felső ívén "A békefenntartó tevékenység elismerésére" szövegrész, alsó ívén pedig a békefenntartó misszió hivatalos angol nyelvű rövidítése olvasható. A hátlapon lombbal díszített magyar állami címer látható, alatta hely az adományozás bevésendő évének számára.
A szalag színe fehér, szélein a háromszögek felváltva tartalmazzák bal oldalt a magyar nemzeti, jobb oldalt pedig az Egyesült Nemzetek Szervezetét jelképező színeket. A békefenntartó tevékenység teljesítésének helyére a szalag, illetve a szalagsáv fémből készült rátétje utal.

## A Szolgálati Jelből az alábbiak léteznek [zárójelben a misszió megnevezése]
| Szalagszáv | Megnevezés                        |
| ---------- | --------------------------------- |
|            | AFG – Afganisztán (PRT)           |
|            | AL – (AFOR)                       |
|            | ADN -                             |
|            | ANG – Angola (UNAVEM)             |
|            | AZ –                              |
|            | BIH – Bosznia-Hercegovina (EUFOR) |
|            | CY – Ciprus (UNFICYP)             |
|            | EAU                               |
|            | ET – (MFO)                        |
|            | GE – Grúzia (UNOMIG)              |
|            | HR – Horvátország (SFOR)          |
|            | IRQ – Irak (UNIMOG)               |
|            | KOS – Koszovó (UNMIK)             |
|            | KWT – Kuvait (UNIKOM)             |
|            | MOC – Mozambik (UNOMOZ)           |
|            | RL – Libanon                      |
|            | WAN –                             |
|            | WS – Nyugat-Szahara (MINURSO)     |
|            | YE – Jemen                        |
|            | YU – Jugoszlávia (KFOR)           |